# Високосное лето
Високосное лето — радянський рок-гурт, засновий московським гітаристом-вокалістом Олександром Ситковецьким і клавішником Крісом Кельмі влітку 1972 року.

## Історія
«Високосное лето» було створено з музикантів московських рок-груп «Аеропорт» та «Садко». В перший склад входили: Олександр Ситковецький (гітара, вокал), Кріс Кельмі (бас, вокал), Юрій Титов (ударні). Через півроку до групи приєднався вокаліст Андрій Давидян. Основу репертуару складали пісні The Beatles та The Rolling Stones. Виступали на шкільних вечорах і танцях.
У 1974 році до групи приєднується бас-гітарист Олександр Кутіков, що пішов з «Машини часу». Було прийнято рішення, що Кріс Кельмі стане клавішником, оскільки він закінчив музичну школу по класу фортепіано. Спільними зусиллями купили для музиканта електроорган. У тому ж 1974 році Тітов пішов до лав Радянської армії, а замість нього прийшов Анатолій Абрамов.
За пропозицією Олександра Кутікова, музиканти почали писати власні пісні, спочатку англійською мовою, а потім російською. Пізніше Кутіков привів до гурту рок-поетесу Маргариту Пушкіну, з якою співпрацював ще в 1970 році. Тексти пісень Пушкіної несли риси психоделічної поезії кінця 60-х — початку 70-х, в яких були явні відсилання до композицій The Doors, Джимі Гендрікса та інших.
В 1975 році група дала свій перший серйозний концерт з декораціями, костюмами, димом і стробоскопом. Виступи складалися з трьох частин: артрокова пісенна програма (40 хвилин), опера «Прометей Закутий» (45 хвилин), рок-н-роли (30 хвилин). Під час виступу, Кельмі в темряві натягував чорний тренувальний костюм, на якому флюоресцентною фарбою було намальовано скелет.
У 1975 році Анатолій Абрамов переходить до «Араксу», а замість нього до гурту приходить Валерій Єфремов
На думку Кріса Кельмі, вершиною «Високосного літа» став фестиваль самодіяльних груп у Талліні в 1976 році, де вони здивували всіх своїм шоу і світловими ефектами.
У 1978 році «Високосное літо» бере участь у рок-фестивалі в Чорноголовці, де поряд з «Машиною часу» здобули найбільший успіх і отримали премії за професіоналізм та театралізацію. За спогадами Маргарити Пушкіної, журі також попеняло музикантам за «відірваність в текстах від реалій сьогоднішнього дня».
У тому ж 1978 році на мовленнєвої студії ГІТІсу були зроблені записи пісень, які офіційні були видані тільки в 1995 році на CD «Лавка Чудес».
У травні 1979 року група розпалася через протиріччя між її засновниками.
Після розколу Кріс Кельмі створив «Рок-ательє», Олександр Ситковецький — «Автограф». Олександр Кутіков та Валерій Єфремов перейшли до «Машини часу». Анатолій Абрамов в подальшому співпрацював з такими групами, як «Цвєти», «Рок-Ательє», «Білий орел», «Чорний Кофе» та іншими.
На думку Маргарити Пушкіної, «другої такої групи, як „високосники“ не з'явилося. Вона мала своє, специфічне для Москви звучання, свій сценічний образ і величезну армію прихильників».

## Склад
- Олександр Ситковецький — гітара, вокал
- Кріс Кельмі (Анатолій Кельмі) — клавішні, вокал
- Олександр Кутіков — бас-гітара, вокал
- Валерій Єфремов — ударні
- Анатолій Абрамов — ударні

А Володимир Марочкін стверджував таке:
У вересні 1974 року музикантам «Золотого Сентября » було зроблено пропозицію увійти до складу «Високосного Літа».
З «Високосного Літа» тоді пішли Кутіков, Титов і Давідян, тому за барабани сів Анатолій Абрамов, на бас-гітару прийшов Павло Осіпов, а Михайло Файбушевіча заспівав.

## Дискографія
- 1978 — «Прометей закутий» (магнітоальбом).
- 1978 — «Високосное літо» (магнітоальбом).
- 1979 — «Концерт» (магнітоальбом).
- 1995 — «Лавка Чудес» (CD)

## Фільмографія
- 1976 — Шість листів про біт[6]